# Allopauropus microchaetus
Allopauropus microchaetus är en mångfotingart som beskrevs av Paul Auguste Remy 1948. Allopauropus microchaetus ingår i släktet småfåfotingar, och familjen fåfotingar. Inga underarter finns listade i Catalogue of Life.